# Stara Synagoga w Wysokiem Mazowieckiem
Uzasadnienie:  Mnożenie zbędnych bytów. Z artykułu wynika, że jest to po prostu wcześniejsza forma tego co mamy opisane w innym artykule.
Stara Synagoga w Wysokiem Mazowieckiem – zbudowana w 1722 roku przy ul. Zarzecznej (Krzywej), a obecnie Żwirki i Wigury, była główną synagogą wysokomazowieckich Żydów.
Drewniany i orientowany budynek synagogi wzniesiono na planie kwadratu. Sala główna, przeznaczona dla mężczyzn, oświetlona była wysokimi, podwójnymi oknami z półkolistymi zakończeniami. Wejście do niej znajdowało się od strony zachodniej. Sale dla kobiet znajdowały się na parterze, w „przybudówkach” po obu stronach bożnicy, przykrytych siedmioma oddzielnymi dwu- i czterospadowymi dachami. Miały też oddzielne wejście od południa. Drewniane bale łączone były bez użycia gwoździ. Synagogę zwieńczał wysoki, trójkondygnacyjny dach kryty gontem.
Synagoga ta była uważana za jeden z najznakomitszych przykładów architektury drewnianej w regionie. Została rozebrana ze względu na bardzo zły stan techniczny w początku lat siedemdziesiątych XIX wieku.